# 中原誠
中原 誠（なかはら まこと、1947年9月2日 - ）は、将棋棋士。2009年3月、引退。十六世名人、および永世十段・永世王位・名誉王座・永世棋聖という5つの永世称号を保持し、かつ、いずれも引退前から名乗る。通算1308勝は羽生善治、大山康晴、谷川浩司、加藤一二三に次ぎ歴代5位。通算タイトル獲得数64期は羽生、大山に次ぎ歴代3位。
棋士番号は92。日本将棋連盟会長（2003年-2004年）。第1回川崎市文化賞受賞（1972年）。塩竈市民栄誉賞（1985年）。鳥取県気高郡鹿野町名誉町民（2004年）。気高郡勝谷村（その後合併して鹿野町、現鳥取市鹿野町宮方）生まれだが、生後1か月で転居した宮城県塩竈市を出身地とする。

## 戦歴
24歳で大山康晴から名人位を奪取し、その後も防衛を続け9連覇。「棋界の（若き）太陽」と呼ばれた。以後、大山康晴十五世名人の後継者として将棋界に一時代を築き、さらには米長邦雄・加藤一二三・谷川浩司らと数々の名勝負を繰り広げた。

### デビュー・初タイトル
初めは塩竈の佐貝正次郎に6枚落ちから丁寧に指導を受け、仙台の石川孟司の指導を受ける。石川の紹介で1956年に五十嵐豊一、原田泰夫と対戦し、その他何人かの真剣師と対戦し腕を磨く。1957年9月末に石川の紹介で10歳で上京し、高柳敏夫門下に入門、兄弟子に芹沢博文がいた。翌1958年4月に奨励会に6級で入会し、13歳、中学2年で初段になる。三段時代に山田道美主催の山田研究会に加入、芹沢の芹沢研究会にも加入する。
奨励会時代から将来を嘱望されていたが、プロ入り直前の関門である「三段から四段への壁（奨励会A組、現三段リーグ）」をなかなか乗り越えられずに6期3年間も足踏みし、人間的にも苦悩したと語っている。しかし、1965年秋18歳で桐山清澄を東西決定戦で破り、四段になってプロ入り後は、王座戦で3戦目から11連勝し、その後順位戦において4年連続で昇級・昇段を重ねていき、最速でA級八段となった。
1967年度後期、第11期棋聖戦で山田道美八段にタイトル初挑戦し、フルセットの末に敗退する。加藤と並んでの最年少挑戦記録として扱われた。しかし半年後、1968年度前期の第12期棋聖戦では、強豪を連破して連続で山田に挑戦すると、3勝1敗で勝利し初のタイトル・棋聖位を獲得する。20歳でのタイトル獲得は、当時大山の持っていた27歳での九段獲得の最年少タイトル獲得の記録を更新する快挙であった。
その後、大山康晴、山田を相手に2期防衛して棋聖3連覇。だが、3度目の防衛戦で内藤国雄に敗れ棋聖を失い無冠となる。

### 大山康晴に代わり第一人者へ
1970年度、十段戦で大山を4-2のスコアで下し、大山の五冠独占の一角を崩す。さらに、直後の後期の第17期棋聖戦（中原3-大山0）でも大山をストレートで破り、初めて二冠となる。続く1971年度前期の第18期棋聖戦（中原3-大山1）で大山を相手に防衛に成功。これで通算5期目の棋聖位獲得により「永世棋聖」資格を獲得、早くも永世称号の保持者となる（当時の最年少「永世称号」記録、2024年時点で歴代3位の年少記録）。この2つの年度は、タイトルホルダーが大山と中原の2名だけという、まさに二強時代であった。
1971年度、A級2年目の第26期順位戦でA級順位戦史上初めて全勝し名人挑戦権を得て、1972年の第31期名人戦七番勝負（中原4-大山3）で大山と戦う。フルセットの戦いの末に勝利し、棋界の頂点である名人位に初めて就く。この年度は、初めて三冠王となるとともに、大山を無冠に転落させた。なお、この後、大山が名人位に復位することは二度となかった。

### ライバル達との対決
1973年度からは、米長邦雄、加藤一二三、内藤國雄ら、大山康晴より若い、同じ世代の棋士達との戦いが主となる。特に、米長とはタイトル戦で数々の死闘を演じた。
1973年、第14期王位戦（中原4-内藤0）で内藤國雄から王位を奪い、初めて四冠王となる。しかし、直後の十段戦で捲土重来を期す大山に奪取される。それから1年間、三冠を防衛した中原は、翌年（1974年度）に十段を奪還して四冠に返り咲く。以降、中原と大山は、それぞれのタイトルを防衛し続け、1974年度から1977年度途中まで、
- 四冠王（名人・十段・王位・王将） = 中原
- 棋聖 = 大山
- 棋王（1975年度に新設） = 他の誰か

という構図が続き、中原は防衛戦で同世代のライバル達と当たる。大内延介と戦った1975年の名人戦（中原4-大内3、持1）では、途中2勝3敗となり角番に追い込まれるも、第7局で大内必勝の局面での大内の悪手（107手目▲7一角）に助けられて持将棋に持ち込み、薄氷の逆転防衛をする。翌1976年の第35期名人戦（中原4-米長3）でも防衛に成功して名人5連覇。永世名人（十六世名人）の資格を得る。
1977年度後期の第31期棋聖戦（中原3-大山2）で大山からフルセットの末、棋聖を奪取し、大山に次いで史上2人目の五冠王となる。残るタイトルは棋王のみとなり、この年度、第3期棋王戦（中原0-加藤3）で加藤一二三に挑戦したが、ストレートで敗れ、全六冠制覇はならなかった。
その後は中原の相対的な不調と、米長・加藤の充実もあり、彼らとのタイトル戦での対戦は五分に近い成績となりタイトル数は漸減する。加藤一二三と対戦した、1982年度（第40期）名人戦では、持将棋・千日手を合わせて俗に「十番勝負」と呼ばれた名勝負となったが、3勝4敗で名人位を明け渡す。名人連覇は9期で終わった。

### 次世代との対決
1980年代半ばごろからは、谷川浩司や55年組の高橋道雄、中村修、南芳一、塚田泰明らとのタイトル戦での勝負が主となり、保持するタイトル数が三冠ないしは無冠となっていく。
1985年度、第43期名人戦（中原4-谷川2）で、前々期に史上最年少名人となっていた谷川から名人位を奪取して復位。翌1986年の第44期名人戦では大山が挑戦者の名乗りを挙げたが、中原が防衛（中原4-大山1）。二人がタイトル戦の舞台で顔を合わせたのは、これが最後となった。
1987年度、第35期王座戦（中原2-塚田3）で王座を塚田泰明に奪われ、名人のみの一冠となる。さらには、翌年度（1988年度）、第46期名人戦（中原2-谷川4）で谷川に名人を奪われ、無冠の「前名人」となる。しかし、同年度の第36期王座戦（中原3-塚田0）で塚田から王座を奪還し、後期/第53期棋聖戦（中原3-田中2）では弟弟子である田中寅彦から棋聖を奪い、二冠に復帰。
1990年度、第48期名人戦（中原4-谷川2）で名人を谷川から奪還し、2度目の復位を達成するとともに三冠となる。しかし、前期/第56期棋聖戦（中原2-屋敷3）で屋敷伸之に棋聖位を奪われ、史上最年少タイトル記録達成を許す。さらに第38期王座戦（中原1-谷川3）では谷川に敗れ、名人位のみの一冠となる。
1992年度、第50期名人戦（中原4-高橋3）では高橋道雄の挑戦を受けたが、出だしで1勝3敗を喫してしまう。当時までは名人戦では3連勝で逆転した例はなかったが、そのジンクスを破って防衛した。しかしながら、得意であるはずの矢倉戦となった第1・2・4局ですべて負けたことは話題となった。
1993年、第51期名人戦（中原0-米長4）は、米長邦雄と6度目の名人戦となったが、ストレート負けで初めて米長に名人位を明け渡し、史上最年長名人の記録達成を許すとともに、虎の子の一冠であった名人位を失う。同年度の王将戦では挑戦者となるが、谷川の前に敗れる（中原2-谷川4）。これが、中原にとって最後のタイトル戦登場となった。
1994年のNHK杯戦で、米長との決勝を制して優勝。これが、最後の公式棋戦優勝であった（非公式棋戦では、達人戦において2001年-2002年の連続優勝を含め、4度優勝している）。
2000年度のA級順位戦は、2勝7敗の成績で陥落が決まる。これにより永世名人資格保持者がA級から陥落する史上初の事態となった（後に谷川浩司、森内俊之、羽生善治が記録）。A級陥落後はB級1組で2期だけ指した後、フリークラス宣言をし、フリークラスに転出した。永世名人資格者がB級1組で指すのもフリークラスで指すのも前例がないことであったが、その後も2000年度の竜王戦1組優勝、2003年度の竜王戦挑戦者決定三番勝負進出、2004年の王位リーグ入り、2007年の棋聖戦での挑戦者決定トーナメント進出など、各棋戦の上位に顔を出すことがしばしばあった。
中原と羽生善治のタイトル戦の番勝負はついに実現しなかった。無冠となった後の1994年度前期の第64期棋聖戦では、谷川浩司との挑戦者決定戦に敗れ、羽生棋聖への挑戦権を逃した。同年度の第53期順位戦では7勝2敗の1位タイとなるも、森下卓とのプレーオフに破れ、羽生名人への挑戦権を逃した。1996年度の第22期棋王戦では、挑戦者決定二番勝負で森下卓に敗れ、羽生棋王への挑戦権を逃した。また、森内俊之と戦った2003年度竜王戦決定三番勝負にも1勝2敗で敗れた。結果として、これが羽生とのタイトル戦を実現する最後のチャンスであった。なお、一般棋戦の決勝で羽生と当たったのは、1988年度のNHK杯戦のみである（羽生が名人経験者全4名を破って優勝し、話題となった）。

### 引退
2008年8月12日、王将戦二次予選準決勝で、A級八段の木村一基に勝った後の感想戦の最中に身体に異変を起こし、病院に緊急搬送される。脳内出血と診断され、即、入院となった。その後、2009年3月31日まで休場することが発表された。この休場による最初の不戦敗の相手も木村一基であった。
その後、棋戦復帰を目指してリハビリを続けていたが回復が思わしくなく、将棋に関わる活動ができないと判断して、同日をもっての引退届を日本将棋連盟に提出。連盟理事会はこれを受理したことを、3月11日に発表。2016年5月30日付『日本経済新聞』「私の履歴書」によると、入院中に大腸がんが見つかり、治療に専念するために引退を決断したとしている。
発表当日、中原本人の記者会見が行われた。左の手足に不自由を抱え、右手に杖を持って記者会見場に姿を現した中原であったが、元気そうに、淡々とした口調で「43年という長い期間、タイトル戦など多くの勝負の舞台を踏ませていただき、十分に勝負を堪能した。その点で悔いはない」と述べた。ただし、「悔いがあるとすれば（挑戦を逃した2003年の）竜王戦挑戦者決定戦。羽生さんと一度タイトル戦を戦ってみたかった」ともコメントしている。
休場中ではあるが、竜王戦1組在籍のままでの引退である。
引退後の活動について、「棋戦の解説、評論活動を行っていきたい」としている。日本将棋連盟は、多年にわたる中原誠の将棋への功績を評価し、2009年4月1日から70歳の誕生日を迎える2017年まで『名誉棋士会長』を委嘱した。その後、3回目の役員変更となる2011年4月11日に辞退するまで務めた。また2009年より、JR武蔵新城駅そばの「新城子供将棋教室」において、弟子の佐藤秀司と共に不定期にタイトル戦の大盤解説会を開いている。

## 棋風
全盛期は本格派の居飛車党で、「自然流」と称された（「攻めるべき時に攻め、受けるべき時に受ける、まるで大河の流れるような自然な指し回し」原田泰夫）。玉の堅さよりも盤面全体の支配を重視する独特の大局観が特徴で、入玉も得意としていた。また、「桂使いの名手」と言われるほど桂馬の使い方が巧みであり、中原の勝局には桂の好手が現れることが多い。
対振り飛車戦の玉頭位取りに代表される様に、理想形を目指しそれを阻止しに来たところを咎める教科書通りの勝ち方が多かった。大山戦での「振り飛車破り」、大内戦での「穴熊破り」、内藤戦での「対空中戦法」と、相手の得意戦法を次々と打ち破った。
1982年度の第40期名人戦で失冠してから棋風が変わり、中原流相掛かり、横歩取り中原囲い、中原流急戦矢倉などの独創的な戦法を編み出した。
1992年度の高橋道雄との第50期名人戦において矢倉戦で1局も勝てずに失冠しかけたころからは、前述の相掛かり、横歩取り中原囲い、短期間ながら名人戦にも採用した中原飛車、後手矢倉において中原流急戦矢倉、対振飛車における6五歩戦法などを用いて勝率を保った。
1996年に中原流相掛かり・中原流横歩取り・中原囲いで升田幸三賞を受賞している。
名人戦では大悪手を二回指している（第31期名人戦第3局対大山戦での▲8五金の見落とし、第48期名人戦第2局対谷川戦の△2五桂打はタダで取られるのをうっかりした）。また第37期名人戦第4局では米長を相手に▲5七銀という歴史的妙手を指して勝っている。
引退前の数年間は「形勢楽観派」の代表的棋士とされ、対戦相手や控え室の棋士たちほとんどが「互角または中原不利」と考えている局面でも、局後の感想では「あの局面では自分が良かったと思う」と語ることが多かった。

## 人物・エピソード

### 現役のまま永世称号を名乗る
1994年、当時の肩書きであった「前名人」を失う際、それまでの実績からして「九段」とは呼べないということで、特例で「十六世名人」を現役のうちから襲位させるかどうか話し合いが行われた。その結果、十六世襲位は見送られたが、代わりに「永世十段」を名乗ることで落ち着いた。
2007年9月2日、還暦を迎えたことにより、規定により「名誉王座」も名乗る。
2007年11月17日（将棋の日）、永世名人資格を取得して30年が経過したのを機に、また、森内俊之が十八世名人の資格を得たことや引退の期日（規定による）をあと数年に控えていることもあり、理事会が十六世名人襲位を提案し本人が了承。前倒しで現役のまま襲位した。1993年に無冠となってから、実に14年後のことであった。
2008年4月1日、60歳となってからの新しい年度を迎えた際には新たに「永世棋聖」「永世王位」を名乗ることとなった。永世王位を名乗る棋士は中原が初めて。
なお、十六世名人襲位後の公式戦は、襲位翌年に病気休場で引退したため、16局8勝8敗（この他、休場不戦敗で5敗）に終わったが、名人在位者との対局は、2007年度が森内俊之名人、2008年度は羽生善治名人が各1局行われ、いずれも中原が十六世名人としての勝利を挙げている。

### 会長として
二上達也の後を受けて2003年5月より日本将棋連盟会長に就いたが、在任1期限りで2005年5月に会長職を米長邦雄に譲り中原は副会長に就いた。2007年5月の棋士総会において理事選挙に出馬せず、理事・副会長職を退任した。

### 林葉直子邸「突入」録音テープ記者会見
1994年から1998年の間に林葉直子（元女流棋士）邸の留守番電話に「今から突入しまーす」「お前みたいなのは早く死んじまえ！ エイズにでも何でも早くかかっちゃえばいいんだよ！」などの本人の肉声が録音されたテープが1998年にテレビのワイドショーなどで公開された。中原は自宅の庭で記者会見に応じ、事実関係を認めた。

### その他のエピソード
- 四段から六段の時代、そのあまりの強さから「鉄腕アトム」のあだながついた[17]。
- 負けず嫌いであり、素人相手に指す時でも決して手加減をしないと言われている。
- 田中角栄が自民党総裁に出馬した際、「五五角」と扇子に揮毫（きごう）して贈ったことがある。
- 親友の棋士池田修一が三段の時に、肺結核を発症し故郷で治療のため長期離脱していたのだが、当時四段から五段で先にプロ棋士になっていた中原が入院中だった池田の生活費を毎月支援していた。[18]
- 趣味は囲碁と音楽鑑賞（クラシック音楽）、大リーグテレビ観戦。囲碁については2016年現在も将棋連盟の囲碁部に籍を置いている[19]。2019年1月、アマ六段免状を贈呈される[20]。
- クラシック音楽についてはプロ入り間もない頃に名曲喫茶に入り浸って以来の趣味で、将棋ファンであった山本直純とも交流があり、駒音コンサートで指揮棒を振ったこともある[21]。
- 詰将棋創作も得意としており、名人に就位している間も自作の詰将棋を雑誌に寄稿したりしていた[注釈 18]。
- 月刊少年ジャンプ連載の実録シリーズにて「若き王将」のタイトルで取り上げられる。
- 少年時代のあだ名はマコロン。当時使っていた眼鏡が仙台銘菓「まころん」に似て、丸いものだったからとも。
- 大盤解説での口癖は「驚いたね」が知られる。予想に反して意外な手を指したとき発するのだが、それは「好手」であるより「悪手」であることが多い。

## 弟子

### 棋士となった弟子
| 名前     | 四段昇段日    | 段位、主な活躍        |
| -------- | ------------- | --------------------- |
| 小倉久史 | 1988年10月1日 | 八段                  |
| 佐藤秀司 | 1990年10月1日 | 八段、一般棋戦優勝1回 |
| 高野秀行 | 1998年4月1日  | 六段                  |
| 熊坂学   | 2002年4月1日  | 六段                  |

（2023年4月1日現在）

### 女流棋士となった弟子
| 名前     | 女流プロ入り日 | 段位、主な活躍                                                           |
| -------- | -------------- | ------------------------------------------------------------------------ |
| 甲斐智美 | 1997年4月1日   | 女流五段、女王1期、女流王位4期、倉敷藤花2期、一般棋戦優勝2回、A級在籍2期 |

（2023年7月3日現在）

## 昇段履歴
- 1958年 ： 6級（奨励会入会）
- 1961年 ： 初段
- 1965年10月01日 ： 四段（関東奨励会三段優勝、東西決戦で桐山清澄に勝利）＝プロ入り
- 1967年04月01日 ： 五段（順位戦C級1組昇級）
- 1968年04月01日 ： 六段（順位戦B級2組昇級）
- 1969年04月01日 ： 七段（順位戦B級1組昇級）
- 1970年04月01日 ： 八段（順位戦A級昇級）
- 1973年11月03日 ： 九段（九段昇段規定30点）[注釈 19]
- 2009年03月31日 ： 引退

## 主な成績
通算成績
対局数2093（タイトル戦の持将棋3局を含む）
1308勝782敗 勝率0.6258（引退時点で1308勝は史上2位の成績）

### タイトル・永世称号
登場・連覇の 太字 は歴代最多記録。
詳細は下の年表を参照。他の棋士との比較は、タイトル獲得記録、将棋のタイトル在位者一覧を参照
| タイトル                                                                               | 獲得年度                                                                 | 登場 | 獲得期数           | 連覇                | 永世称号（備考）              |
| 竜王                                                                                   | －                                                                       | 0    | －                 | －                  |                               |
| 名人                                                                                   | 1972-1981, 1985-1987, 1990-1992                                          | 18回 | 15期 (歴代2位)     | 9連覇 (歴代2位)     | 十六世名人 2007年11月17日襲位 |
| 王位                                                                                   | 1973-1978, 1980-1981                                                     | 11回 | 8期                | 6連覇               | 永世王位 2008年4月1日就位     |
| 王座                                                                                   | 1983-1986, 1988-1989 (一般棋戦時代の優勝10回)                            | 8回  | 6期 (歴代2位)      | 4連覇 (歴代2位タイ) | 名誉王座 2007年9月2日就位     |
| 棋王                                                                                   | 1979                                                                     | 3回  | 1期                | －                  |                               |
| 王将                                                                                   | 1972-1977, 1984                                                          | 13回 | 7期                | 6連覇               |                               |
| 棋聖                                                                                   | 1968前後-1969前, 1970後-1972前, 1977後-1979前後, 1982後, 1988後-1989前後 | 23回 | 16期 (歴代1位タイ) | 5連覇               | 永世棋聖 2008年4月1日就位     |
| 旧タイトル                                                                             | 獲得年度                                                                 | 登場 | 獲得期数           | 連覇                | 永世称号（備考）              |
| 十段                                                                                   | 1970-1972, 1974-1979, 1982-1983                                          | 15回 | 11期 (歴代1位)     | 6連覇 (歴代1位タイ) | 永世十段 1994年4月1日就位     |
| 登場回数合計91、獲得合計64期（歴代3位）、7タイトル生涯グランドスラム達成(旧十段戦含む) |                                                                          |      |                    |                     |                               |

| 01位 | 羽生善治* | 099期 | (138回) |
| 2位  | 大山康晴  | 80期  | (112回) |
| 3位  | 中原誠    | 64期  | (091回) |
| 4位  | 渡辺明*   | 31期  | (045回) |
| 5位  | 藤井聡太* | 28期  | (029回) |

| 6位  | 谷川浩司*                   | 27期        | (057回)         |
| 7位  | 米長邦雄                    | 019期       | (048回)         |
| 8位  | 佐藤康光*                   | 13期        | (037回)         |
| 9位  | 森内俊之*                   | 12期        | (025回)         |
| 10位 | 加藤一二三                  | 08期        | (024回)         |
|      | 木村義雄 (番勝負実施分のみ) | 08期 (05期) | (011回) (008回) |

| 01位 | 羽生善治* | 099期 | (138回) |
| 2位  | 大山康晴  | 80期  | (112回) |
| 3位  | 中原誠    | 64期  | (091回) |
| 4位  | 渡辺明*   | 31期  | (045回) |
| 5位  | 藤井聡太* | 28期  | (029回) |

| 6位  | 谷川浩司*                   | 27期        | (057回)         |
| 7位  | 米長邦雄                    | 019期       | (048回)         |
| 8位  | 佐藤康光*                   | 13期        | (037回)         |
| 9位  | 森内俊之*                   | 12期        | (025回)         |
| 10位 | 加藤一二三                  | 08期        | (024回)         |
|      | 木村義雄 (番勝負実施分のみ) | 08期 (05期) | (011回) (008回) |

### 一般棋戦優勝
通算28回（歴代3位）
- 王座戦（一般棋戦時代） - 10回（1969-1974・1976-1979年度）
- NHK杯 - 6回（1974・1977・1982・1987・1992・1994回年度）
- 早指し将棋選手権 - 3回（1972後期・1973後期・1985年度）
- 日本シリーズ - 1回（1981年度）
- オールスター勝ち抜き戦（5勝以上） - 3回（1984・1987-1988回年度）
- 将棋連盟杯争奪戦 - 1回（第3回）
- 古豪新鋭戦 - 1回（第11回）
- 最強者決定戦 - 1回（第11回）
- 名将戦 - 2回（第1・2期）

### 将棋大賞
- 将棋大賞は、最優秀棋士賞5回、升田幸三賞1回（「中原流横歩取り」、「中原囲い」の戦法を編み出したことによる）など。

### 在籍クラス
第30期までの順位戦の期数は、名人戦の期数に対して5期のずれがあった。1年のブランクの後、主催が朝日新聞社から毎日新聞社に代わった第36期から名人戦と順位戦の期数がそろえられた。このため、第31-35期の順位戦は存在しない。つまり、中原のA級以上在籍は29期連続である。なお、第30期と第36期は、名人9連覇の途中に当たる。
- 竜王戦 1組在籍通算18期（第1-9, 13-15, 17-22期）（第1期本戦シード、第22期休場を含む）
- 順位戦 A級以上 29期連続（30年連続）、通算29期（第25-30…36-58期）

| 開始 年度 | (出典)順位戦出典 | (出典)順位戦出典                              | (出典)順位戦出典      | (出典)順位戦出典      | (出典)順位戦出典      | (出典)順位戦出典      | (出典)順位戦出典      | (出典)順位戦出典      | (出典)竜王戦出典 | (出典)竜王戦出典      | (出典)竜王戦出典      | (出典)竜王戦出典      | (出典)竜王戦出典      | (出典)竜王戦出典      | (出典)竜王戦出典      | (出典)竜王戦出典      | (出典)竜王戦出典      | (出典)竜王戦出典      |
| 開始 年度 | 期               | 名人                                          | A級                   | B級                   | B級                   | C級                   | C級                   | 0                     | 期               | 竜王                  | 1組                   | 2組                   | 3組                   | 4組                   | 5組                   | 6組                   | 決勝 T                |                       |
| 開始 年度 | 期               | 名人                                          | A級                   | 1組                   | 2組                   | 1組                   | 2組                   | 0                     | 期               | 竜王                  | 1組                   | 2組                   | 3組                   | 4組                   | 5組                   | 6組                   | 決勝 T                |                       |
| --- | ---------------- | --------------------------------------------- | --------------------- | --------------------- | --------------------- | --------------------- | --------------------- | --------------------- | ---------------- | --------------------- | --------------------- | --------------------- | --------------------- | --------------------- | --------------------- | --------------------- | --------------------- | --------------------- |
| 1965 | 20               | 四段昇段前                                    | 四段昇段前            | 四段昇段前            | 四段昇段前            | 四段昇段前            | 四段昇段前            | 四段昇段前            |                  |                       |                       |                       |                       |                       |                       |                       |                       |                       |
| 1966 | 21               |                                               |                       |                       |                       |                       | C211                  | 12-0                  |                  |                       |                       |                       |                       |                       |                       |                       |                       |                       |
| 1967 | 22               |                                               |                       |                       |                       | C111                  |                       | 11-1                  |                  |                       |                       |                       |                       |                       |                       |                       |                       |                       |
| 1968 | 23               |                                               |                       |                       | B213                  |                       |                       | 11-1                  |                  |                       |                       |                       |                       |                       |                       |                       |                       |                       |
| 1969 | 24               |                                               |                       | B114                  |                       |                       |                       | 10-3                  |                  |                       |                       |                       |                       |                       |                       |                       |                       |                       |
| 1970 | 25               |                                               | A 10                  |                       |                       |                       |                       | 4-4                   |                  |                       |                       |                       |                       |                       |                       |                       |                       |                       |
| 1971 | 26               |                                               | A06                   |                       |                       |                       |                       | 8-0                   |                  |                       |                       |                       |                       |                       |                       |                       |                       |                       |
| 1972 | 27               | 名人                                          |                       |                       |                       |                       |                       | --                    |                  |                       |                       |                       |                       |                       |                       |                       |                       |                       |
| 1973 | 28               | 名人                                          |                       |                       |                       |                       |                       | --                    |                  |                       |                       |                       |                       |                       |                       |                       |                       |                       |
| 1974 | 29               | 名人                                          |                       |                       |                       |                       |                       | --                    |                  |                       |                       |                       |                       |                       |                       |                       |                       |                       |
| 1975 | 30               | 名人                                          |                       |                       |                       |                       |                       | --                    |                  |                       |                       |                       |                       |                       |                       |                       |                       |                       |
| |                  | 順位戦の31-35期は回次欠番／第30期の翌期は36期 |                       |                       |                       |                       |                       |                       |                  |                       |                       |                       |                       |                       |                       |                       |                       |                       |
| 1976 | 36               | 名人                                          |                       |                       |                       |                       |                       | --                    |                  |                       |                       |                       |                       |                       |                       |                       |                       |                       |
| 1978 | 37               | 名人                                          |                       |                       |                       |                       |                       | --                    |                  |                       |                       |                       |                       |                       |                       |                       |                       |                       |
| 1979 | 38               | 名人                                          |                       |                       |                       |                       |                       | --                    |                  |                       |                       |                       |                       |                       |                       |                       |                       |                       |
| 1980 | 39               | 名人                                          |                       |                       |                       |                       |                       | --                    |                  |                       |                       |                       |                       |                       |                       |                       |                       |                       |
| 1981 | 40               | 名人                                          |                       |                       |                       |                       |                       | --                    |                  |                       |                       |                       |                       |                       |                       |                       |                       |                       |
| 1982 | 41               |                                               | A 01                  |                       |                       |                       |                       | 7-2                   |                  |                       |                       |                       |                       |                       |                       |                       |                       |                       |
| 1983 | 42               |                                               | A 02                  |                       |                       |                       |                       | 5-4                   |                  |                       |                       |                       |                       |                       |                       |                       |                       |                       |
| 1984 | 43               |                                               | A 05                  |                       |                       |                       |                       | 6-2                   |                  |                       |                       |                       |                       |                       |                       |                       |                       |                       |
| 1985 | 44               | 名人                                          |                       |                       |                       |                       |                       | --                    |                  |                       |                       |                       |                       |                       |                       |                       |                       |                       |
| 1986 | 45               | 名人                                          |                       |                       |                       |                       |                       | --                    |                  | 棋戦創設前            | 棋戦創設前            | 棋戦創設前            | 棋戦創設前            | 棋戦創設前            | 棋戦創設前            | 棋戦創設前            | 棋戦創設前            | 棋戦創設前            |
| 1987 | 46               | 名人                                          |                       |                       |                       |                       |                       | --                    | 1                |                       | 1組                   |                       |                       |                       |                       |                       | 2-2                   | 決勝T シード          |
| 1988 | 47               |                                               | A 01                  |                       |                       |                       |                       | 5-4                   | 2                |                       | 1組                   |                       |                       |                       |                       |                       | 0-1                   | 4-0                   |
| 1989 | 48               |                                               | A 05                  |                       |                       |                       |                       | 6-3                   | 3                |                       | 1組                   |                       |                       |                       |                       |                       | 0-1                   | 3-1                   |
| 1990 | 49               | 名人                                          |                       |                       |                       |                       |                       | --                    | 4                |                       | 1組                   |                       |                       |                       |                       |                       | --                    | 1-2                   |
| 1991 | 50               | 名人                                          |                       |                       |                       |                       |                       | --                    | 5                |                       | 1組                   |                       |                       |                       |                       |                       | 0-1                   | 3-1                   |
| 1992 | 51               | 名人                                          |                       |                       |                       |                       |                       | --                    | 6                |                       | 1組                   |                       |                       |                       |                       |                       | --                    | 2-2                   |
| 1993 | 52               |                                               | A 01                  |                       |                       |                       |                       | 6-3                   | 7                |                       | 1組                   |                       |                       |                       |                       |                       | --                    | 1-2                   |
| 1994 | 53               |                                               | A 03                  |                       |                       |                       |                       | 7-2                   | 8                |                       | 1組                   |                       |                       |                       |                       |                       | 1-1                   | 4-0                   |
| 1995 | 54               |                                               | A 02                  |                       |                       |                       |                       | 4-5                   | 9                |                       | 1組                   |                       |                       |                       |                       |                       | --                    | 1-3                   |
| 1996 | 55               |                                               | A 06                  |                       |                       |                       |                       | 4-5                   | 10               |                       |                       | 2組                   |                       |                       |                       |                       | --                    | 1-2                   |
| 1997 | 56               |                                               | A 06                  |                       |                       |                       |                       | 5-4                   | 11               |                       |                       | 2組                   |                       |                       |                       |                       | --                    | 2-2                   |
| 1998 | 57               |                                               | A 05                  |                       |                       |                       |                       | 2-6                   | 12               |                       |                       | 2組                   |                       |                       |                       |                       | --                    | 4-1                   |
| 1999 | 58               |                                               | A 08                  |                       |                       |                       |                       | 2-7                   | 13               |                       | 1組                   |                       |                       |                       |                       |                       | 0-1                   | 4-0                   |
| 2000 | 59               |                                               |                       | B102                  |                       |                       |                       | 6-6                   | 14               |                       | 1組                   |                       |                       |                       |                       |                       | --                    | 2-2                   |
| 2001 | 60               |                                               |                       | B107                  |                       |                       |                       | 4-8                   | 15               |                       | 1組                   |                       |                       |                       |                       |                       | --                    | 0-3                   |
| 2002 | 61               |                                               |                       |                       |                       |                       |                       | F宣                   | 16               |                       |                       | 2組                   |                       |                       |                       |                       | 3-2                   | 3-1                   |
| 2003 | 62               |                                               |                       |                       |                       |                       |                       | F宣                   | 17               |                       | 1組                   |                       |                       |                       |                       |                       | --                    | 2-2                   |
| 2004 | 63               |                                               |                       |                       |                       |                       |                       | F宣                   | 18               |                       | 1組                   |                       |                       |                       |                       |                       | --                    | 1-2                   |
| 2005 | 64               |                                               |                       |                       |                       |                       |                       | F宣                   | 19               |                       | 1組                   |                       |                       |                       |                       |                       | --                    | 2-2                   |
| 2006 | 65               |                                               |                       |                       |                       |                       |                       | F宣                   | 20               |                       | 1組                   |                       |                       |                       |                       |                       | 0-1                   | 3-1                   |
| 2007 | 66               |                                               |                       |                       |                       |                       |                       | F宣                   | 21               |                       | 1組                   |                       |                       |                       |                       |                       | --                    | 2-2                   |
| 2008 | 67               |                                               |                       |                       |                       |                       |                       | F宣                   | 22               |                       | 1組                   |                       |                       |                       |                       |                       | --                    | 休場                  |
| |                  | 2009年3月31日付で引退                         | 2009年3月31日付で引退 | 2009年3月31日付で引退 | 2009年3月31日付で引退 | 2009年3月31日付で引退 | 2009年3月31日付で引退 | 2009年3月31日付で引退 | 22               | 2009年3月31日付で引退 | 2009年3月31日付で引退 | 2009年3月31日付で引退 | 2009年3月31日付で引退 | 2009年3月31日付で引退 | 2009年3月31日付で引退 | 2009年3月31日付で引退 | 2009年3月31日付で引退 | 2009年3月31日付で引退 |
| 順位戦、竜王戦の 枠表記 は挑戦者。右欄の数字は勝-敗(番勝負/PO含まず)。 順位戦の右数字はクラス内順位 ( x当期降級点 / *累積降級点 / +降級点消去 ) 順位戦の「F編」はフリークラス編入 /「F宣」は宣言によるフリークラス転出。 竜王戦の 太字 はランキング戦優勝、竜王戦の 組(添字) は棋士以外の枠での出場。 |                  |                                               |                       |                       |                       |                       |                       |                       |                  |                       |                       |                       |                       |                       |                       |                       |                       |                       |

### 年度別成績
| 年度                  | 対局数 | 勝数 | 負数 | 勝率   | 持将棋 | 備考 (出典) |
| --------------------- | ------ | ---- | ---- | ------ | ------ | ----------- |
| 1965年度              | 9      | 7    | 2    | 0.7780 |        | [ 26 ]      |
| 1966年度              | 39     | 32   | 7    | 0.8210 |        | [ 26 ]      |
| 1967年度              | 55     | 47   | 8    | 0.8550 |        | [ 26 ]      |
| 1968年度              | 55     | 43   | 12   | 0.7820 |        | [ 26 ]      |
| 1969年度              | 50     | 35   | 15   | 0.7000 |        | [ 26 ]      |
| 1970年度              | 75     | 56   | 19   | 0.7470 |        | [ 26 ]      |
| 小計 1965-1970        | 283    | 220  | 63   |        |        | [ 26 ]      |
| 年度                  | 対局数 | 勝数 | 負数 | 勝率   | 持将棋 |             |
| 1971年度              | 54     | 40   | 14   | 0.7410 |        | [ 26 ]      |
| 1972年度              | 51     | 37   | 14   | 0.7250 |        | [ 26 ]      |
| 1973年度              | 43     | 31   | 12   | 0.7210 |        | [ 26 ]      |
| 1974年度              | 66     | 47   | 19   | 0.7120 |        | [ 26 ]      |
| 1975年度              | 53     | 34   | 18   | 0.6540 | 1      | [ 26 ]      |
| 1976年度              | 53     | 33   | 20   | 0.6230 |        | [ 26 ]      |
| 1977年度              | 54     | 35   | 19   | 0.6480 |        | [ 26 ]      |
| 累計 1965-1977        | 657    | 477  | 179  |        | 1      | [ 26 ]      |
| 1978年度 (4/01-12/12) | 30     | 23   | 7    |        |        | [ 26 ]      |
| 累計 500勝まで        | 687    | 500  | 186  | 0.7290 | 1      | [ 26 ]      |
| 1978年度              |        |      |      | 0.0000 |        |             |
| 1979年度              |        |      |      | 0.0000 |        |             |
| 1980年度              |        |      |      | 0.0000 | 1      |             |
| 小計 1971-1980        |        |      |      |        | 2      |             |
| 累計 1965-1980        |        |      |      |        | 2      |             |
| 年度                  | 対局数 | 勝数 | 負数 | 勝率   | 持将棋 |             |
| 1981年度              | 59     | 38   | 21   | 0.6440 |        | [ 27 ]      |
| 1982年度              | 82     | 52   | 29   | 0.6340 | 1      | [ 28 ]      |
| 1983年度              | 65     | 42   | 23   | 0.6460 |        | [ 29 ]      |
| 1984年度              | 62     | 38   | 24   | 0.6120 |        | [ 30 ]      |
| 1985年度              | 59     | 37   | 22   | 0.6270 |        | [ 31 ]      |
| 1986年度              |        |      |      | 0.0000 |        |             |
| 1987年度              |        |      |      | 0.0000 |        |             |
| 1988年度              |        |      |      | 0.0000 |        |             |
| 1989年度              |        |      |      | 0.0000 |        |             |
| 1990年度              | 52     | 27   | 25   | 0.519  |        | [ 32 ]      |
| 小計 1981-1990        |        |      |      |        | 1      |             |
| 累計 1965-1990        | 1452   | 980  | 469  |        | 3      |             |
| 年度                  | 対局数 | 勝数 | 負数 | 勝率   | 持将棋 |             |
| 1991年度              | 44     | 26   | 18   | 0.5910 |        | [ 33 ]      |
| 1992年度              | 50     | 28   | 22   | 0.5600 |        | [ 34 ]      |
| 1993年度              | 53     | 29   | 24   | 0.5470 |        | [ 35 ]      |
| 1994年度              | 53     | 31   | 22   | 0.5840 |        | [ 36 ]      |
| 1995年度              | 44     | 24   | 20   | 0.5450 |        | [ 37 ]      |
| 1996年度              | 52     | 33   | 19   | 0.6350 |        | [ 38 ]      |
| 1997年度              | 43     | 21   | 22   | 0.4880 |        | [ 39 ]      |
| 1998年度              | 39     | 21   | 18   | 0.5380 |        | [ 40 ]      |
| 1999年度              | 43     | 20   | 23   | 0.4650 |        | [ 41 ]      |
| 2000年度              | 48     | 26   | 22   | 0.5416 |        | [ 42 ]      |
| 小計 1991-2000        | 469    | 259  | 210  |        |        |             |
| 累計 1965-2000        | 1921   | 1239 | 679  |        | 3      |             |
| 年度                  | 対局数 | 勝数 | 負数 | 勝率   | 持将棋 |             |
| 2001年度              | 37     | 12   | 25   | 0.3243 |        | [ 43 ]      |
| 2002年度              | 18     | 6    | 12   | 0.3333 |        | [ 44 ]      |
| 2003年度              | 28     | 14   | 14   | 0.5000 |        | [ 45 ]      |
| 2004年度              | 21     | 8    | 13   | 0.3809 |        | [ 46 ]      |
| 2005年度              | 20     | 9    | 11   | 0.4500 |        | [ 47 ]      |
| 2006年度              | 18     | 7    | 11   | 0.3889 |        | [ 48 ]      |
| 2007年度              | 19     | 8    | 11   | 0.4211 |        | [ 49 ]      |
| 2008年度              | 11     | 5    | 6    | 0.4545 |        | [ 50 ]      |
| 小計 2001-2008        | 172    | 69   | 103  |        |        |             |
| 通算 1965-2008        | 2093   | 1308 | 782  | 0.6258 | 3      |             |

### 記録（歴代1位のもの）
- 棋聖位在位 - 16期（大山康晴・羽生善治と並び、1位タイ）
- 棋聖戦トーナメント16強以上[注釈 21] - 71期（第8期と第9期、および第11期から第79期までの69期連続[注釈 22]が該当）
- 年度最高勝率 - .855（47勝8敗）（1967年度）
- 四段昇段から永世称号資格取得までの最速記録 - 5年10か月
- 最年少実力制永世名人資格獲得 - 28歳9か月
- 順位戦A級全勝 - 1971年（この年は休場者がいたため8戦。他に森内俊之、羽生善治、渡辺明が9戦全勝を達成している）
- 年度勝率7割超 - 10年連続

その他、大山康晴以来史上2人目の1300勝を達成している（2007年9月27日）。

### 主な対戦相手との勝敗
| 対戦相手   | 対局 | 勝  | 敗  | タイトル戦    |
| ---------- | ---- | --- | --- | ------------- |
| 塚田正夫   | 004  | 004 | 000 |               |
| 升田幸三   | 012  | 009 | 003 |               |
| 大山康晴   | 162  | 107 | 055 | 獲得16 敗退04 |
| 二上達也   | 042  | 029 | 013 | 獲得02 敗退01 |
| 山田道美   | 022  | 015 | 007 | 獲得02 敗退01 |
| 加藤一二三 | 109  | 067 | 041 | 獲得05 敗退04 |
| 有吉道夫   | 058  | 041 | 017 | 獲得03 敗退01 |
| 内藤國雄   | 071  | 047 | 024 | 獲得04 敗退02 |
| 米長邦雄   | 187  | 106 | 080 | 獲得14 敗退06 |
| 大内延介   | 043  | 028 | 014 | 獲得01 敗退0  |
| 桐山清澄   | 051  | 034 | 017 | 獲得03 敗退0  |
| 勝浦修     | 035  | 026 | 009 | 獲得01 敗退0  |
| 森安秀光   | 038  | 022 | 016 | 獲得01 敗退01 |
| 森雞二     | 042  | 030 | 012 | 獲得02 敗退0  |
| 淡路仁茂   | 013  | 011 | 002 | 獲得01 敗退0  |
| 青野照市   | 036  | 027 | 009 | 獲得01 敗退0  |
| 田中寅彦   | 023  | 012 | 011 | 獲得01 敗退0  |
| 谷川浩司   | 098  | 042 | 056 | 獲得03 敗退03 |
| 高橋道雄   | 045  | 030 | 015 | 獲得01 敗退0  |
| 中村修     | 030  | 015 | 015 | 獲得00 敗退02 |
| 島朗       | 032  | 016 | 016 |               |
| 南芳一     | 026  | 012 | 014 | 獲得01 敗退0  |
| 塚田泰明   | 032  | 021 | 011 | 獲得01 敗退01 |
| 森下卓     | 030  | 013 | 017 |               |
| 羽生善治   | 029  | 010 | 019 |               |
| 佐藤康光   | 029  | 012 | 017 |               |
| 森内俊之   | 035  | 017 | 018 |               |
| 屋敷伸之   | 021  | 011 | 010 | 獲得01 敗退01 |
| 丸山忠久   | 022  | 007 | 015 |               |
| 郷田真隆   | 031  | 006 | 025 |               |
| 渡辺明     | 004  | 001 | 003 |               |

※加藤、米長、大内との対局数は、タイトル戦での持将棋各1局ずつ含む。
※米長との187対局は、同一カード対局数の歴代1位記録

### 日本将棋連盟表彰
日本将棋連盟以外の表彰等は「#その他表彰等」参照
勝数表彰
- 1979年12月12日 - 通算500勝達成 [51]
- 1981年10月09日 - 通算600勝達成（将棋栄誉賞）[52]
- 1986年09月02日 - 通算800勝達成（将棋栄誉敢闘賞）[53]
- 1992年01月10日 - 通算1000勝達成（特別将棋栄誉賞 = 史上3人目）[54]
- 1995年06月29日 - 通算1100勝達成（史上3人目）[55]
- 1999年06月29日 - 通算1200勝達成（特別将棋栄誉賞 = 史上2人目）[56][57]
- 2007年09月27日 - 通算1300勝達成（史上2人目）[58]

対局数表彰
- 2004年02月16日 - 通算2000対局達成（史上3人目、通算1269勝728敗〈勝率0.635〉持将棋3）[59]
2004年02月16日（第52期王座戦 対中川大輔戦）

現役勤続表彰
- 1990年11月17日 - 現役勤続25年 [60]
- 2005年11月00日 - 現役勤続40年 [61]

## その他表彰等
- 1972年 第1回川崎市文化賞
- 1985年 塩竈市民栄誉賞
- 2004年 鳥取県鹿野町名誉町民
- 2008年 紫綬褒章受章[62]

## 年表
| 氏名は対戦相手。 赤いマス目 はタイトル獲得（奪取または防衛）。 00永世 はタイトル獲得に加え永世称号・名誉称号の資格獲得。 o : 勝ち、 x : 負け、 j : 持将棋、s : 千日手による日程繰り延べ（当日指し直しの場合は記載せず）。 － は棋戦不参加または開始前・終了後（該当年度未実施）の棋戦等。 黄色いマス目 は、一般棋戦「王座戦」の優勝（タイトル戦昇格以前。「名誉王座」称号獲得要件に含まれるためタイトルの欄にも記載）。 |

| <第25期> － |

| ( | ここまで 一般棋戦 | ) |

## 著書
十六世名人でかつ日本将棋連盟会長であったこともあり、著書は大変多い。入門書も多く著述している。ここでは一例を挙げる。
- 『決断の一手!』日本将棋連盟、2008年7月、ISBN 978-4-8197-0010-8
- 『将棋脳—これであなたの脳はよみがえる』サンマーク出版、2006年10月、ISBN 978-4-7631-9671-2
- 『実践型詰め将棋 三手・五手・七手詰め』日東書院、2006年8月、ISBN 978-4-528-01512-8
- 『中原誠の解いてごらんよ詰将棋』フローラル出版、2001年12月、ISBN 4-930831-38-5
- 『自然流中原誠の実践名勝負』東京書店、1999年10月、ISBN 978-4-88574-427-3
- 『自然流 中原誠の振飛車破り』東京書店、1999年5月、ISBN 978-4-88574-426-6
- 『横歩取り中原流—必殺陣第二弾!』日本将棋連盟、1995年4月、ISBN 978-4-8197-0322-2
- 『中原流振り飛車破り』池田書店、1994年11月、ISBN 978-4-262-10118-7
- 『中原流急戦将棋』池田書店、1994年7月、ISBN 4-262-10117-7
- 『中原流相がかり—必殺の5九金型』、日本将棋連盟、1994年3月、ISBN 978-4-8197-0319-2
- 『居飛車穴熊 3度将棋が強くなる』大泉書店、1987年10月、ISBN 978-4-278-08119-0
- 『急戦腰掛銀 3度将棋が強くなる』大泉書店、1987年8月、ISBN 978-4-278-08118-3
- 『中原誠自然流名人戦激闘譜』、池田書店、1987年4月、ISBN 978-4-262-10114-9
- 『急戦矢倉 3度将棋が強くなる』大泉書店、1987年2月、ISBN 978-4-278-08117-6
- 『必殺美濃破り 3度将棋が強くなる』大泉書店、1986年8月、ISBN 978-4-278-08116-9
- 『必殺穴熊破り 3度将棋が強くなる』大泉書店、1986年2月、ISBN 978-4-278-08115-2
- 『中原の必勝やぐら中飛車』池田書店、1985年8月、ISBN 978-4-262-10213-9
- 『矢倉戦 3度将棋が強くなる』大泉書店、1985年4月、ISBN 978-4-278-08114-5
- 『棒銀戦 3度将棋が強くなる』大泉書店、1985年2月、ISBN 978-4-278-08113-8
- 『ひねり飛車 3度将棋が強くなる』大泉書店、1984年12月、ISBN 978-4-278-08112-1
- 『中原の必勝左美濃—対四間飛車』、池田書店、1984年11月、ISBN 978-4-262-10212-2
- 『中飛車 3度将棋が強くなる』大泉書店、1984年8月、ISBN 978-4-278-08111-4
- 『中原攻めの実戦集—大山十五世名人との対振飛車戦15局』永岡書店、1984年5月、ISBN 978-4-522-01570-4
- 『四間飛車 3度将棋が強くなる』大泉書店、1984年1月、ISBN 978-4-278-08110-7
- 『中原のやぐら教室』池田書店、1983年11月、ISBN 4-262-10211-4
- 『矢倉戦法II』筑摩書房、1983年6月、ISBN 4-480-69802-7
- 『矢倉戦法I』筑摩書房、1983年3月、ISBN 4-480-69801-9
- 『中原の四間飛車で勝つ』 池田書店、1982年2月、ISBN 978-4-262-10209-2
- 『中原の中飛車教室』 池田書店、1980年10月、ISBN 4-262-10208-4
- 『中原の駒別次の一手《歩・香・桂》』 池田書店、1978年4月、ISBN 4-262-10206-8
- 『中原の寄せと詰め』池田書店、1977年3月、ISBN 978-4-262-10205-4